# Paschalis I. (Gegenpapst)
Paschalis I. († 692) war von September bis Dezember 687 (nach anderer Interpretation bis 692) Gegenpapst.
Nach dem kurzen Pontifikat von Papst Konon, der am 21. September 687 gestorben war, gab es zwei potentielle Nachfolger. Der eine, Theodor II., war bereits vor Konons Pontifikat, nach dem Tod von Johannes V., von einer römischen Militärpartei zum (Gegen-)Papst erhoben, wenige Wochen später jedoch zu Gunsten Konons fallengelassen worden. Nach dessen Tod meldete er erneut seinen „Anspruch“ auf den Petersthron an.
Gegen Theodor trat der Archidiakon Paschalis mit nicht ganz sauberen Mitteln an. Er bestach – bereits vor Konons Tod – den Exarchen von Ravenna, Johannes Platys, mit 100 Pfund Gold, so dass dieser seinen Beamten in Rom befahl, für Paschalis zu stimmen.
Doch die Partei Theodors war schneller und besetzte kurzerhand die inneren Gemächer des Laterans, während Paschalis und seine Anhänger sich in den äußeren aufhalten mussten. Da keiner der beiden Kandidaten nachgeben wollte, besann man sich, wie bei der Wahl Konons, auf einen dritten Kandidaten und beide Fraktionen erhoben am 15. Dezember 687 den Titularpriester von St. Susanna, Sergius, zum Nachfolger für Papst Konon.
Der neue Papst hatte die Unterstützung der römischen Bevölkerung, die den Lateran stürmte und die Besetzer hinauswarf. Während Theodor seine Niederlage akzeptierte und Sergius’ Wahl anerkannte, beharrte Paschalis auf seinem Anspruch. Er versuchte, den Exarchen von Ravenna nach Rom zu holen, wofür er ihm weitere 100 Goldpfund versprach. Tatsächlich erschien der kaiserliche Statthalter auch in Rom, sprach sich aber nun für Sergius aus und ließ Paschalis fallen. (Die 100 Pfund Gold zahlte ihm nun Sergius.)
Vollkommen hilf- und mittellos erkannte Paschalis dennoch Sergius’ Wahl nicht an und intrigierte gegen ihn, bis er als Diakon abgesetzt, der Zauberei angeklagt und in ein Kloster verbannt wurde. Dort starb er 692, bis zuletzt auf seinem Anspruch auf die Nachfolge Konons beharrend.
Gegenpapst war Paschalis eigentlich nur wenige Monate; da er jedoch niemals seinen Anspruch aufgab oder zurücktrat, kann ihm auch ein mehrjähriges Pontifikat (687–692) zugeschrieben werden. Es ist auch möglich, ihm den Papsttitel ganz abzusprechen, da seine Amtseinführung unvollständig war.